# 佐々木爲俊
佐々木 爲俊（ささき ためとし）は、平安時代末期の武将。別名に季定（すえさだ）。
宇多源氏・近江源氏の流れを汲む佐々木氏の棟梁・佐々木経方の嫡男。子に佐々木秀義がいる。官位は従五位下、式部丞。通称は源次大夫。
孫の佐々木定綱は、源頼朝の側近として仕え、弟たちと共にその挙兵を助けた。